# بدتر، بهتر است
بدتر، بهتر است (سبک نیوجرسی نیز نامیده می‌شود) اصطلاحی است که ریچارد پی گابریل در مقاله ای به همین نام برای توصیف پویایی پذیرش نرم‌افزار تصور کرده‌است. این اشاره به این استدلال است که کیفیت نرم‌افزار لزوماً با افزایش کارایی افزایش نمی‌یابد: این نکته وجود دارد که از نظر عملی بودن و قابلیت استفاده، عملکرد کمتر («بدتر») گزینه ترجیحی («بهتر») است. نرم‌افزاری که محدود است اما استفاده از آن ساده است، ممکن است برای کاربر و بازار جذابیت بیشتری داشته باشد تا برعکس آن.
در مورد تناقض ظاهری عنوان، گابریل آن را کاریکاتور می‌نامد و سبک را در مقایسه با «چیز درست» بد اعلام می‌کند. با این حال او همچنین بیان می‌کند که این سبک توسعه‌یافته «ویژگی‌های بقا بهتر از چیز درست» است و از «رویکرد MIT» که وی آن را در تقابل قرار داده‌است، برتر است.
مقاله در سال ۱۹۹۴ در کتاب راهنمای یونیکس بیزاران گنجانده شده‌است، و به عنوان مبدأ مفهوم تقسیم مفهومی بین توسعه دهندگان در سواحل شرقی و غربی ایالات متحده شناخته شده‌است.

## ریشه
گابریل هنگامی که در سال ۱۹۸۹ این مفهوم را فرموله کرد، یک برنامه‌نویس لیسپ بود و آن را در مقاله خود با عنوان «لیسپ: خبر خوب، خبر بد، چگونه می‌توان موفق شد» ارائه داد. بخشی از مقاله، با عنوان «ظهور بدتر بهتر است»، از سال ۱۹۹۱ پس از اینکه جیمی زاوینسکی آن را در پرونده‌های گابریل در Lucid Inc پیدا کرد و برای دوستان و همکارانش از طریق ایمیل ارسال کرد، به‌طور گسترده‌ای منتشر شد.

## مشخصات

### سبک نیوجرسی
در کتاب «ظهور بدتر، بهتر است»، گابریل ادعا کرد که «بدتر، بهتر است» (همچنین «سبک نیوجرسی» یا «ساحل شرقی») مدلی از طراحی و اجرای نرم‌افزار است که دارای این ویژگی هاست (تقریباً به ترتیب نزولی اهمیت):
سادگی
طراحی باید هم در اجرا و هم در خط اتصال ساده باشد. ساده بودن اجرا از اتصال مهم‌تر است. سادگی مهم‌ترین ملاحظه در طراحی است.
درستی
طراحی باید از همه جنبه‌های قابل مشاهده درست باشد. ساده بودن آن کمی بهتر از صحیح است.
ثبات
طراحی نباید بیش از حد متناقض باشد. در بعضی موارد می‌توان ثبات را فدای سادگی کرد، اما بهتر است بخشهایی از طراحی را که با شرایط معمول کمتری سرو کار دارند کنار بگذارید تا اینکه پیچیدگی یا ناسازگاری را در اجرا وارد کنید.
کامل بودن
طراحی باید به اندازه عملی بودن، موارد مهم را پوشش دهد. همه موارد قابل انتظار باید تحت پوشش قرار گیرند. کامل بودن را می‌توان به نفع هر کیفیت دیگری فدا کرد. در حقیقت، هر زمان سادگی اجرای آن به خطر بیفتد، باید کامل بودن را فدا کرد. در صورت حفظ سادگی می‌توان ثبات را برای رسیدن به کامل بودن فدا کرد. مخصوصاً سازگار بودن رابط بی‌ارزش است.

### رویکرد MIT
گابریل فلسفه خود را در تقابل با آنچه «سبک طراحی MIT / استنفورد» یا «رویکرد MIT» (همچنین به عنوان رویکرد «ساحل غربی» یا «چیز درست"» شناخته می‌شود) قرار داد، که وی آن را چنین توصیف کرد:
سادگی
طراحی باید ساده باشد، هم در اجرا و هم در اتصال. ساده بودن اتصال مهم‌تر از اجرای آن است.
درستی
طراحی باید از همه جنبه‌های مشاهده شده صحیح باشد. نادرست بودن به سادگی مجاز نیست.
ثبات
طراحی باید سازگار و ثابت باشد. برای جلوگیری از ناسازگاری، یک طرح مجاز است کمی ساده و کمتر کامل باشد. سازگاری به اندازه صحت مهم است.
کامل بودن
طراحی باید به اندازه عملی بودن موارد مهم را پوشش دهد. همه موارد قابل انتظار باید تحت پوشش قرار گیرند. سادگی مجاز نیست بیش از حد از کامل بودن بکاهد.
گابریل استدلال کرد که یونیکس و C اولیه، که توسط آزمایشگاه‌های بل ساخته شده‌اند، نمونه‌هایی از روش طراحی بدتر، بهتر است می‌باشند. وی همچنین آنها را «ویروس‌های نهایی رایانه ای» می‌نامد.